# Stračka zakrslá
Stračka zakrslá (Lepidopygia nana, syn.: Lonchura nana) je druh astrildovitého ptáka. Pochází z ostrova Madagaskar, kde je jediným představitelem čeledi. Druh byl původně považován za zástupce rodu Lonchura a pak zařazen do samostatného rodu Lepidopygia.
Nejsou rozlišeny žádné poddruhy. Na Červeném seznamu IUCN je stračka zakrslá vedena jako málo dotčený taxon.

## Popis
Stračka zakrslá dosahuje délky maximálně devět centimetrů a váží v průměru osm gramů, je tedy jedním z nejmenších druhů pěnkav. Neexistuje žádný pohlavní dimorfismus.
Od kořene zobáku k očím se táhne pruh černého peří, černé je také hrdlo a ocasní pera. Čelo, temeno a zátylek jsou šedě opeřené. Peří na prsou a břiše je světle červenohnědé až žlutohnědé a spodní část těla je nevýrazně kropenatá. Ocasní letky mají olivově žlutou barvu, hřbet a křídla jsou nahnědlé.
Mladí ptáci nemají černou skvrnu na krku a jejich čelo, temeno a krk jsou hnědé.

## Způsob života
Vyskytují se na celém Madagaskaru, vyhýbají se pouze hustým lesům, obývají především travnaté pláně a jsou viděny i v zahradách a na plantážích. Pohybují se v párech nebo v malých hejnech do dvaceti jedinců. Jsou velmi obratné ve šplhání po stéblech. Jejich potravu tvoří především drobná semena, která sbírají ze země nebo vybírají z klasů.
Reprodukční chování nebylo dosud přesvědčivě prozkoumáno. Hlavní období páření spadá mezi září a červenec. Hnízdo si stračky budují na keřích a stromech ve výšce jeden až čtyři metry nad zemí. Snůška se skládá ze tří až čtyř vajec, inkubační doba je 15 dní a doba hnízdění mezi 23 a 24 dny.

## Klasifikace
Systematicky je druh blízký africkým stračkám rodu Spermestes. Svým zbarvením připomíná pásovníka krátkoocasého z Austrálie, není však jasné, zda jde o znak blízkého příbuzenství nebo jde o konvergentní vývoj.

## Chov
Do Evropy se stračky zakrslé občas dostávaly od osmdesátých let 19. století. Začátkem třicátých let 20. století byl na Madagaskaru vydán zákaz vývozu. Znovu se v Evropě objevily v roce 1973, jsou však chovány jen zřídka. Obvykle se dobře snášejí s jinými ptáky, v době rozmnožování se však kvůli vnitrodruhové agresivitě doporučuje chovat páry odděleně.